# Championnats du monde de biathlon 2003
Navigation
Oslo 2002 Oberhof 2004
La 38e édition des Championnats du monde de biathlon, organisée par l'Union internationale de biathlon, se déroule du 14 au 23 mars 2003 à Khanty-Mansiïsk (Russie). Le site organise pour la première fois les mondiaux de biathlon.
Le relais féminin se déroule sur une distance de 4 × 6 km désormais. Chez les femmes, un titre mondial est pour la première fois partagé entre deux vainqueurs ex æquo que sont Sandrine Bailly et Martina Glagow sur la poursuite.

## Programme
| Évènements           | Évènements | Calendrier | Calendrier | Calendrier | Calendrier | Calendrier | Calendrier | Calendrier | Calendrier | Calendrier | Calendrier | Calendrier | Calendrier |  |
| Évènements           | Évènements | sa 15      | dim 16     | lun 17     | mar 18     | mer 19     | jeu 20     | ven 21     | sa 22      | dim 23     |            |            |            |  |
| Évènements           | Évènements | mars 2003  |            |            |            |            |            |            |            |            |            |            |            |  |
| Hommes               |            |            |            |            |            |            |            |            |            |            |            |            |            |  |
| Individuel (20 km)   |            |            |            |            | 14h00      |            |            |            |            |            |            |            |            |  |
| Sprint (10 km)       | 12h00      |            |            |            |            |            |            |            |            |            |            |            |            |  |
| Poursuite (12,5 km)  |            | 13h30      |            |            |            |            |            |            |            |            |            |            |            |  |
| Mass Start (15 km)   |            |            |            |            |            |            |            |            | 16h00      |            |            |            |            |  |
| Relais (4 × 7,5 km)  |            |            |            |            |            |            | 12h30      |            |            |            |            |            |            |  |
|                      |            |            |            |            |            |            |            |            |            |            |            |            |            |  |
| Femmes               |            |            |            |            |            |            |            |            |            |            |            |            |            |  |
| Individuel (15 km)   |            |            |            | 14h00      |            |            |            |            |            |            |            |            |            |  |
| Sprint (7,5 km)      | 14h30      |            |            |            |            |            |            |            |            |            |            |            |            |  |
| Poursuite (10 km)    |            | 14h50      |            |            |            |            |            |            |            |            |            |            |            |  |
| Mass Start (12,5 km) |            |            |            |            |            |            |            | 16h00      |            |            |            |            |            |  |
| Relais (4 × 6 km)    |            |            |            |            |            | 14h00      |            |            |            |            |            |            |            |  |
|                      |            |            |            |            |            |            |            |            |            |            |            |            |            |  |

## Podiums

### Hommes
| Épreuve                         | Or                                                         | Argent                                                                   | Bronze                                                                       |
| 15 mars : Sprint 10 km          | Ole Einar Bjørndalen                                       | Ricco Gross                                                              | Zdenek Vitek                                                                 |
| 16 mars : Poursuite 12,5 km     | Ricco Gross                                                | Halvard Hanevold                                                         | Paavo Puurunen                                                               |
| 19 mars : 20 km individuel      | Halvard Hanevold                                           | Vesa Hietalahti                                                          | Ricco Gross                                                                  |
| 21 mars : Relais 4 × 7,5 km     | Allemagne Peter Sendel Sven Fischer Ricco Gross Frank Luck | Russie Viktor Maigourov Pavel Rostovtsev Sergueï Rojkov Sergei Tchepikov | Biélorussie Alexei Aidarov Vladimir Dratchev Rustam Valiullin Oleg Ryzhenkov |
| 23 mars : 15 km départ en masse | Ole Einar Bjørndalen                                       | Sven Fischer                                                             | Raphaël Poirée                                                               |

### Femmes
| Épreuve                           | Or                                                                                 | Argent                                                                    | Bronze                                                            |
| 15 mars : Sprint 7,5 km           | Sylvie Becaert                                                                     | Olena Petrova                                                             | Katerina Holubcova                                                |
| 16 mars : Poursuite 10 km         | Sandrine Bailly Martina Glagow                                                     |                                                                           | Svetlana Ishmouratova                                             |
| 18 mars : 15 km individuel        | Katerina Holubcova                                                                 | Olena Zubrilova                                                           | Gunn Margit Andreassen                                            |
| 20 mars : Relais 4 × 6 km         | Russie Albina Akhatova Svetlana Ishmouratova Galina Koukleva Svetlana Tchernousova | Ukraine Oksana Khvostenko Irina Merkushina Oksana Yakovleva Olena Petrova | Allemagne Simone Denkinger Uschi Disl Kati Wilhelm Martina Glagow |
| 22 mars : 12,5 km départ en masse | Albina Akhatova                                                                    | Svetlana Ishmouratova                                                     | Sandrine Bailly                                                   |

## Tableau des médailles
| Médailles | Pays        | Or | Argent | Bronze | Ensemble |
| --------- | ----------- | -- | ------ | ------ | -------- |
| 1         | Allemagne   | 3  | 2      | 2      | 7        |
| 2         | Norvège     | 3  | 1      | 1      | 5        |
| 3         | Russie      | 2  | 2      | 1      | 5        |
| 4         | France      | 2  | 0      | 2      | 4        |
| 5         | Tchéquie    | 1  | 0      | 2      | 3        |
| 6         | Ukraine     | 0  | 2      | 0      | 2        |
| 7         | Biélorussie | 0  | 1      | 1      | 2        |
| 7         | Finlande    | 0  | 1      | 1      | 2        |

## Résultats détaillés

### Hommes

#### Sprint (10 km)
| Rang               | Biathlète            | Pénalités  | Temps         | Retard         |
| ------------------ | -------------------- | ---------- | ------------- | -------------- |
| Médaille d'or      | Ole Einar Bjørndalen | 0          | 26 min 52 s 1 | —              |
| Médaille d'argent  | Ricco Groß           | 1 (+150 m) | 27 min 42 s 8 | + 50 s 7       |
| Médaille de bronze | Zdeněk Vítek         | 1 (+150 m) | 27 min 45 s 0 | + 52 s 9       |
| 4                  | Halvard Hanevold     | 2 (+300 m) | 27 min 59 s 1 | + 1 min 07 s 0 |
| 5                  | Vladimir Dratchev    | 0          | 28 min 06 s 2 | + 1 min 14 s 1 |
| 6                  | Frode Andresen       | 3 (+450 m) | 28 min 12 s 2 | + 1 min 20 s 1 |
| 7                  | René Cattarinussi    | 1 (+150 m) | 28 min 13 s 3 | + 1 min 21 s 2 |
| 8                  | Christoph Sumann     | 0          | 28 min 19 s 9 | + 1 min 27 s 8 |
| 9                  | Viktor Maïgourov     | 0          | 28 min 21 s 6 | + 1 min 29 s 5 |
| 10                 | Jeremy Teela         | 1 (+150 m) | 28 min 30 s 8 | + 1 min 38 s 7 |

#### Poursuite (12,5 km)
| Rang               | Biathlète              | Pénalités  | Temps         | Retard         |
| ------------------ | ---------------------- | ---------- | ------------- | -------------- |
| Médaille d'or      | 2 Ricco Groß           | 2 (+300 m) | 37 min 37 s 4 | —              |
| Médaille d'argent  | 4 Halvard Hanevold     | 1 (+150 m) | 37 min 49 s 4 | + 12 s 0       |
| Médaille de bronze | 21 Paavo Puurunen      | 1 (+150 m) | 38 min 33 s 7 | + 56 s 3       |
| 4                  | 15 Sergey Rozhkov      | 1 (+150 m) | 38 min 46 s 4 | + 1 min 09 s 0 |
| 5                  | 30 Frank Luck          | 0          | 38 min 50 s 3 | + 1 min 12 s 9 |
| 6                  | 5 Vladimir Dratchev    | 6 (+900 m) | 38 min 58 s 9 | + 1 min 21 s 5 |
| 7                  | 11 Tomasz Sikora       | 5 (+750 m) | 39 min 03 s 5 | + 1 min 26 s 1 |
| 8                  | 1 Ole Einar Bjørndalen | 6 (+900 m) | 39 min 08 s 6 | + 1 min 31 s 2 |
| 9                  | 37 Marko Dolenc        | 2 (+300 m) | 39 min 14 s 9 | + 1 min 37 s 5 |
| 10                 | 8 Christoph Sumann     | 2 (+300 m) | 39 min 19 s 1 | + 1 min 41 s 7 |

| Le n° de dossard, déterminé par les résultats du sprint, est précisé avant le nom |

#### Individuel (20 km)
| Rang               | Biathlète        | Pénalités  | Temps         | Retard         |
| ------------------ | ---------------- | ---------- | ------------- | -------------- |
| Médaille d'or      | Halvard Hanevold | 1 (+1 min) | 53 min 39 s 4 | —              |
| Médaille d'argent  | Vesa Hietalahti  | 2 (+2 min) | 55 min 04 s 1 | + 1 min 24 s 7 |
| Médaille de bronze | Ricco Groß       | 3 (+3 min) | 55 min 05 s 3 | + 1 min 25 s 9 |
| 4                  | Vincent Defrasne | 2 (+2 min) | 55 min 12 s 6 | + 1 min 33 s 2 |
| 5                  | Tomaž Globočnik  | 1 (+1 min) | 55 min 19 s 3 | + 1 min 39 s 9 |
| 6                  | Egil Gjelland    | 2 (+2 min) | 55 min 24 s 2 | + 1 min 44 s 8 |
| 7                  | Raphaël Poirée   | 3 (+3 min) | 55 min 38 s 7 | + 1 min 59 s 3 |
| 8                  | Peter Sendel     | 3 (+3 min) | 55 min 49 s 5 | + 2 min 10 s 1 |
| 9                  | Tomasz Sikora    | 4 (+4 min) | 55 min 59 s 9 | + 2 min 20 s 5 |
| 10                 | Christoph Sumann | 3 (+3 min) | 56 min 12 s 7 | + 2 min 33 s 3 |

#### Mass Start (15 km)
| Rang               | Biathlète            | Pénalités  | Temps         | Retard         |
| ------------------ | -------------------- | ---------- | ------------- | -------------- |
| Médaille d'or      | Ole Einar Bjørndalen | 0          | 40 min 49 s 7 | —              |
| Médaille d'argent  | Sven Fischer         | 3 (+450 m) | 41 min 38 s 8 | + 49 s 1       |
| Médaille de bronze | Raphaël Poirée       | 4 (+600 m) | 41 min 54 s 0 | + 1 min 04 s 3 |
| 4                  | Ilmārs Bricis        | 4 (+600 m) | 41 min 59 s 8 | + 1 min 10 s 1 |
| 5                  | Roman Dostál         | 4 (+600 m) | 42 min 16 s 3 | + 1 min 26 s 6 |
| 6                  | Paavo Puurunen       | 3 (+450 m) | 42 min 25 s 0 | + 1 min 35 s 3 |
| 7                  | Zdeněk Vítek         | 4 (+600 m) | 42 min 34 s 4 | + 1 min 44 s 7 |
| 8                  | Halvard Hanevold     | 5 (+750 m) | 42 min 37 s 2 | + 1 min 47 s 5 |
| 9                  | Stian Eckhoff        | 5 (+750 m) | 42 min 37 s 7 | + 1 min 48 s 0 |
| 10                 | Sergeï Tchepikov     | 3 (+450 m) | 42 min 46 s 6 | + 1 min 53 s 9 |

#### Relais (4 × 7,5 km)
| Rang               | Biathlètes                                                                      | Temps par biathlète                                     | Pén. + Pioches       | Temps final       | Retard         |
| ------------------ | ------------------------------------------------------------------------------- | ------------------------------------------------------- | -------------------- | ----------------- | -------------- |
| Médaille d'or      | Allemagne Peter Sendel Sven Fischer Ricco Groß Frank Luck                       | 19 min 12 s 5 19 min 42 s 5 19 min 26 s 1 20 min 16 s 9 | 0+8 0+0 0+4 0+1 0+3  | 1 h 18 min 38 s 0 | —              |
| Médaille d'argent  | Russie Viktor Maïgourov Pavel Rostovtsev Sergey Rozhkov Sergeï Tchepikov        | 19 min 41 s 5 19 min 13 s 8 19 min 40 s 9 20 min 09 s 1 | 0+8 0+2 0+1 0+2 0+3  | 1 h 18 min 45 s 3 | + 7 s 3        |
| Médaille de bronze | Biélorussie Alexei Aidarov Vladimir Dratchev Roustam Valiouline Oleg Ryjenkov   | 20 min 10 s 7 19 min 54 s 8 19 min 30 s 7 19 min 23 s 0 | 0+12 0+4 0+2 0+3     | 1 h 18 min 59 s 2 | + 21 s 2       |
| 4                  | Norvège Ole Einar Bjørndalen Frode Andresen Egil Gjelland Halvard Hanevold      | 19 min 11 s 8 20 min 56 s 5 19 min 28 s 2 19 min 23 s 3 | 4+11 0+2 4+6 0+1 0+2 | 1 h 18 min 59 s 8 | + 21 s 8       |
| 5                  | Slovénie Janez Ožbolt Tomaž Globočnik Janez Marič Marko Dolenc                  | 19 min 30 s 2 20 min 15 s 7 20 min 10 s 6 19 min 18 s 5 | 0+10 0+2 0+3 0+5 0+0 | 1 h 19 min 15 s 0 | + 37 s 0       |
| 6                  | Tchéquie Petr Garabik Roman Dostál Michal Šlesingr Zdeněk Vítek                 | 19 min 53 s 6 19 min 33 s 7 19 min 58 s 2 19 min 50 s 2 | 0+10 0+2 0+4         | 1 h 19 min 15 s 7 | + 37 s 7       |
| 7                  | Suède Carl-Johan Bergman Björn Ferry Mattias Nilsson Jakob Börjesson            | 19 min 01 s 8 20 min 32 s 2 19 min 56 s 2 19 min 49 s 3 | 0+7 0+0 0+3 0+2      | 1 h 19 min 19 s 5 | + 41 s 5       |
| 8                  | Autriche Daniel Mesotitsch Wolfgang Perner Christoph Sumann Wolfgang Rottmann   | 20 min 19 s 4 19 min 50 s 0 19 min 18 s 8 20 min 25 s 8 | 1+11 1+3 0+2 0+1 0+5 | 1 h 19 min 54 s 0 | + 1 min 16 s 0 |
| 9                  | Estonie Janno Prants Dimitri Borovik Roland Lessing Indrek Tobreluts            | 19 min 48 s 2 19 min 39 s 7 19 min 59 s 9 20 min 28 s 1 | 1+11 0+2 0+3 1+3     | 1 h 19 min 55 s 9 | + 1 min 17 s 9 |
| 10                 | Ukraine Oleksandr Bilanenko Andriy Deryzemlya Ruslan Lysenko Vyacheslav Derkach | 20 min 32 s 4 19 min 40 s 5 20 min 15 s 9 20 min 05 s 7 | 2+12 1+3 0+3 1+5 0+1 | 1 h 20 min 34 s 5 | + 1 min 56 s 5 |

### Femmes

#### Sprint (7,5 km)
| Rang               | Biathlète             | Pénalités  | Temps         | Retard   |
| ------------------ | --------------------- | ---------- | ------------- | -------- |
| Médaille d'or      | Sylvie Becaert        | 1 (+150 m) | 23 min 46 s 3 | —        |
| Médaille d'argent  | Olena Petrova         | 0          | 24 min 13 s 2 | + 26 s 9 |
| Médaille de bronze | Kateřina Holubcová    | 0          | 24 min 19 s 0 | + 32 s 7 |
| 4                  | Svetlana Ichmouratova | 1 (+150 m) | 24 min 19 s 4 | + 33 s 1 |
| 5                  | Olena Zubrilova       | 2 (+300 m) | 24 min 22 s 8 | + 36 s 5 |
| 6                  | Martina Halinárová    | 0          | 24 min 24 s 3 | + 38 s 0 |
| 7                  | Sandrine Bailly       | 2 (+300 m) | 24 min 26 s 3 | + 40 s 0 |
| 8                  | Sanna-Leena Perunka   | 1 (+150 m) | 24 min 31 s 6 | + 45 s 3 |
| 9                  | Soňa Mihoková         | 0          | 24 min 33 s 0 | + 46 s 7 |
| 10                 | Martina Beck          | 2 (+300 m) | 24 min 44 s 1 | + 57 s 8 |

#### Poursuite (10 km)
| Rang               | Biathlète                | Pénalités  | Temps         | Retard         |
| ------------------ | ------------------------ | ---------- | ------------- | -------------- |
| Médaille d'or      | 7 Sandrine Bailly        | 2 (+300 m) | 35 min 15 s 6 | —              |
| Médaille d'or      | 10 Martina Beck          | 2 (+300 m) | 35 min 15 s 6 | —              |
| Médaille de bronze | 4 Svetlana Ichmouratova  | 4 (+600 m) | 36 min 07 s 9 | + 52 s 3       |
| 4                  | 5 Olena Zubrilova        | 4 (+600 m) | 36 min 13 s 8 | + 58 s 2       |
| 5                  | 1 Sylvie Becaert         | 5 (+750 m) | 36 min 20 s 7 | + 1 min 05 s 1 |
| 6                  | 2 Olena Petrova          | 4 (+600 m) | 36 min 26 s 1 | + 1 min 10 s 5 |
| 7                  | 23 Albina Akhatova       | 1 (+150 m) | 36 min 33 s 2 | + 1 min 17 s 6 |
| 8                  | 3 Kateřina Holubcová     | 3 (+450 m) | 36 min 52 s 1 | + 1 min 36 s 5 |
| 9                  | 15 Ekaterina Vinogradova | 5 (+750 m) | 37 min 17 s 4 | + 2 min 01 s 8 |
| 10                 | 20 Oksana Khvostenko     | 2 (+300 m) | 37 min 26 s 2 | + 2 min 10 s 6 |

| Le n° de dossard, déterminé par les résultats du sprint, est précisé avant le nom |

#### Individuel (15 km)
| Rang               | Biathlète               | Pénalités  | Temps         | Retard         |
| ------------------ | ----------------------- | ---------- | ------------- | -------------- |
| Médaille d'or      | Kateřina Holubcová      | 0          | 48 min 28 s 4 | —              |
| Médaille d'argent  | Olena Zubrilova         | 1 (+1 min) | 48 min 36 s 4 | + 8 s 0        |
| Médaille de bronze | Gunn Margit Andreassen  | 0          | 49 min 05 s 9 | + 37 s 5       |
| 4                  | Simone Hauswald         | 2 (+2 min) | 49 min 26 s 5 | + 58 s 1       |
| 5                  | Albina Akhatova         | 2 (+2 min) | 49 min 29 s 9 | + 1 min 01 s 5 |
| 6                  | Martina Beck            | 2 (+2 min) | 49 min 31 s 9 | + 1 min 03 s 5 |
| 7                  | Eija Salonen            | 1 (+1 min) | 49 min 46 s 7 | + 1 min 18 s 3 |
| 8                  | Ekaterina Dafovska      | 2 (+2 min) | 50 min 03 s 0 | + 1 min 34 s 6 |
| 9                  | Florence Baverel-Robert | 1 (+1 min) | 50 min 03 s 9 | + 1 min 35 s 5 |
| 10                 | Corinne Niogret         | 2 (+2 min) | 50 min 10 s 9 | + 1 min 42 s 5 |

#### Mass Start (12,5 km)
| Rang               | Biathlète             | Pénalités  | Temps         | Retard   |
| ------------------ | --------------------- | ---------- | ------------- | -------- |
| Médaille d'or      | Albina Akhatova       | 0          | 37 min 15 s 8 | —        |
| Médaille d'argent  | Svetlana Ichmouratova | 0          | 37 min 18 s 5 | + 2 s 7  |
| Médaille de bronze | Sandrine Bailly       | 1 (+150 m) | 37 min 26 s 7 | + 10 s 9 |
| 4                  | Olena Zubrilova       | 1 (+150 m) | 37 min 36 s 2 | + 20 s 4 |
| 5                  | Kateřina Holubcová    | 1 (+150 m) | 37 min 51 s 3 | + 35 s 5 |
| 6                  | Katja Beer            | 2 (+300 m) | 37 min 56 s 8 | + 41 s 0 |
| 7                  | Martina Halinárová    | 0          | 37 min 57 s 5 | + 41 s 7 |
| 8                  | Sylvie Becaert        | 3 (+450 m) | 38 min 02 s 2 | + 46 s 4 |
| 9                  | Simone Hauswald       | 2 (+300 m) | 38 min 03 s 5 | + 47 s 7 |
| 10                 | Sanna-Leena Perunka   | 2 (+300 m) | 38 min 10 s 7 | + 54 s 9 |

#### Relais (4 × 6 km)
| Rang               | Biathlètes                                                                                | Temps par biathlète                                     | Pén. + Pioches       | Temps final       | Retard         |
| ------------------ | ----------------------------------------------------------------------------------------- | ------------------------------------------------------- | -------------------- | ----------------- | -------------- |
| Médaille d'or      | Russie Albina Akhatova Svetlana Ichmouratova Galina Koukleva Svetlana Tchernousova        | 20 min 19 s 8 20 min 34 s 6 22 min 12 s 9 21 min 27 s 8 | 1+11 0+0 0+2 1+5 0+4 | 1 h 24 min 34 s 4 | —              |
| Médaille d'argent  | Ukraine Oksana Khvostenko Irina Merkushina Oksana Yakovleva Olena Petrova                 | 20 min 42 s 0 21 min 44 s 0 22 min 09 s 7 21 min 22 s 5 | 0+14 0+0 0+5 0+6 0+3 | 1 h 25 min 58 s 2 | + 1 min 23 s 8 |
| Médaille de bronze | Allemagne Simone Hauswald Uschi Disl Kati Wilhelm Martina Glagow                          | 21 min 50 s 1 22 min 26 s 9 22 min 14 s 3 20 min 08 s 4 | 8+16 2+3 3+6 3+5 0+2 | 1 h 26 min 39 s 7 | + 2 min 05 s 3 |
| 4                  | Biélorussie Ekaterina Ivanova Olga Nazarova Ludmila Ananko Olena Zubrilova                | 19 min 59 s 5 23 min 13 s 7 22 min 11 s 7 21 min 16 s 4 | 5+17 0+1 3+6 1+6 2+4 | 1 h 26 min 40 s 7 | + 2 min 06 s 3 |
| 5                  | France Florence Baverel-Robert Sandrine Bailly Corinne Niogret Sylvie Becaert             | 21 min 43 s 7 22 min 49 s 1 21 min 40 s 4 21 min 10 s 9 | 2+16 0+3 2+6 0+4 0+3 | 1 h 27 min 24 s 1 | + 2 min 49 s 7 |
| 6                  | Finlande Eija Salonen Outi Kettunen Pirjo Urpalainen Sanna-Leena Perunka                  | 20 min 55 s 5 21 min 51 s 7 24 min 09 s 1 20 min 47 s 3 | 3+14 0+2 3+6 0+4     | 1 h 27 min 43 s 6 | + 3 min 09 s 2 |
| 7                  | Bulgarie Pavlina Filipova Irina Nikoultchina Nina Kadeva Ekaterina Dafovska               | 22 min 44 s 4 21 min 15 s 5 23 min 10 s 0 20 min 45 s 5 | 4+19 2+4 0+5 2+6 0+4 | 1 h 27 min 55 s 4 | + 3 min 21 s 0 |
| 8                  | Norvège Ann-Elen Skjelbreid Gro Istad-Kristiansen Ann Helen Grande Gunn Margit Andreassen | 21 min 19 s 7 23 min 58 s 0 23 min 12 s 1 22 min 07 s 5 | 5+13 0+2 3+3 1+4     | 1 h 30 min 37 s 3 | + 6 min 02 s 9 |
| 9                  | Chine Kong Yingchao Sun Ribo Liu Xianying Liu Yuanyuan                                    | 22 min 22 s 7 23 min 21 s 1 21 min 24 s 6 23 min 31 s 0 | 5+18 1+6 1+4 0+2 3+6 | 1 h 30 min 39 s 4 | + 6 min 05 s 0 |
| 10                 | Slovaquie Marcela Pavkovcekova Anna Murínová Soňa Mihoková Martina Halinárová             | 22 min 46 s 6 23 min 41 s 3 23 min 57 s 6 21 min 18 s 0 | 5+16 0+4 2+5 3+6 0+1 | 1 h 31 min 43 s 5 | + 7 min 09 s 1 |